# Мырыла
Мырыла́ (якут. Мырыла) — село в Чурапчинском улусе Якутии Российской Федерации. Административный центр Соловьевского наслега.

## География
Село расположено на юге-востоке от центра Чурапчинского улуса, в 85 километрах от Чурапчи, административного центра улуса.

## История
Согласно Закону Республики Саха (Якутия) от 30 ноября 2004 года N 173-З N 353-III село возглавило образованное муниципальное образование Соловьевский наслег.

## Население
| 2002 | 2010 | 2021 |
| ---- | ---- | ---- |
| 570  | ↘507 | ↘492 |

Гендерный состав
По данным Всероссийской переписи населения 2010 года в гендерной структуре населения из 507 человек мужчин — 260, женщин — 247 (51,3 и 48,7 % соответственно).
Национальный состав
Согласно результатам переписи 2002 года, в национальной структуре населения якуты составляли 100 % от общей численности населения в 570 чел.

## Улицы
| - ул. Аласная, - ул. Амгинская, - ул. Восточная, - ул. Десантная, - ул. Н. Хомподоева, | - ул. Озёрная, - ул. С. Сергеева, - ул. Семёнова, - ул. Сергеляхская, - ул. Советская, | - ул. Спортивная, - ул. Таастах, - ул. Таёжная, - ул. Центральная. |

## Инфраструктура
В селе функционирует средняя общеобразовательная школа.